# Antoine Wiels
Pour les articles homonymes, voir Wiels (homonymie).
 (décembre 2012).
Antoine Wiels, né le 5 août 1988 à Laval (Mayenne), est un driver de trot attelé. Il a longtemps été aussi un jockey de trot monté français.

## Biographie
Antoine Wiels a grandi dans le quartier de Grenoux.
Il effectue son apprentissage chez Yvan Gauthier en préparant parallèlement un CAPA à la maison familiale de Pouancé, puis effectue un stage de trois mois chez Guy Marmion avant d'être embauché par mademoiselle Minier.
Il entre dans le rang des professionnels le 12 mars 2008 en gagnant sa cinquantième victoire sur l'hippodrome de Laval sur le dos de Nono d’Échal et gagne dans la foulée sa 51° avec Opportun d'Échal à Caen. Il devra ensuite attendre mai et l'hippodrome de Vire où il triomphe avec Opaline Veucrie.
Il est déclaré meilleur apprenti de France au trot monté et au combiné, avec deux succès à l'attelage, associé à Otile du Vivier (Enghien) et Okpai d'échal (Vincennes) en 2007.
Il court de nombreux grand prix comme le prix de Cornulier où il termine en troisième position derrière Yoann Lebourgeois et le vainqueur Franck Nivard associé à Prince de Monfort ou encore le prix du Président de la République où il est disqualifié sur le dos de Quincy Boy. Lors du prix de Cornulier 2009 il termine à la 5e place avec Norma de la Frette.
Son premier succès pour l'année 2009 est acquis dans la capitale, le 5 janvier avec Russel Williams.
Il remporte en 2012 trois Groupe II : le Prix Jacques Andrieu, le Prix Camille Lepecq et le Prix Émile Riotteau.